# Mont Gelé (3023)
Pour l’article homonyme, voir Mont Gelé.
Le mont Gelé est une montagne située dans les Alpes valaisannes, à l'intersection des communes de Bagnes, Riddes et Nendaz.

## Géographie
Le mont Gelé se trouve sur une ligne de crête axée du nord au sud et qui sépare le val de Nendaz à l'est de la vallée de la Faraz à l'ouest. Il s'agit du dernier sommet vers le sud de cette ligne de crête sur laquelle on trouve aussi le mont Gond et la dent de Nendaz.

## Activités
En hiver, le sommet du mont Gelé peut être atteint depuis Verbier (ou Siviez / Nendaz) par un téléphérique. Il est aussi possible de descendre le mont Gelé à ski en suivant deux itinéraires de haute-montagne, officiels mais hors-piste, réservés aux bons skieurs.